# Palacio de Justicia de Guatemala
El Palacio de Justicia es la sede de la Corte Suprema de Justicia de la República de Guatemala órgano central y de gobierno del Organismo Judicial.
El Palacio de Justicia de tiene en su interior el Pleno de la Corte Suprema de Justicia, las Cámaras de lo Civil, Penal y de Amparo y Antejuicio, las oficinas del Presidente de la Corte Suprema de Justicia y los Magistrados, las oficinas administrativas y salas, como por ejemplo la de conferencia.

## Historia
El entonces Presidente de la República de Guatemala General de División Jorge Ubico Castañeda hizo obras de infraestructura entre las cuales están las siguientes, habiendo hecho una cuantiosa obra material, ordenando la construcción del Palacio de Justicia, Palacio Nacional, Edificio de Correos, Policía Nacional, Sanidad Pública, etc. 